# Chinois (ustensile)
Pour les articles homonymes, voir chinois.

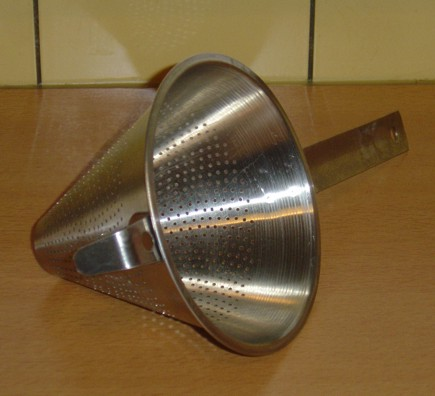
Un chinois traditionnel en inox.

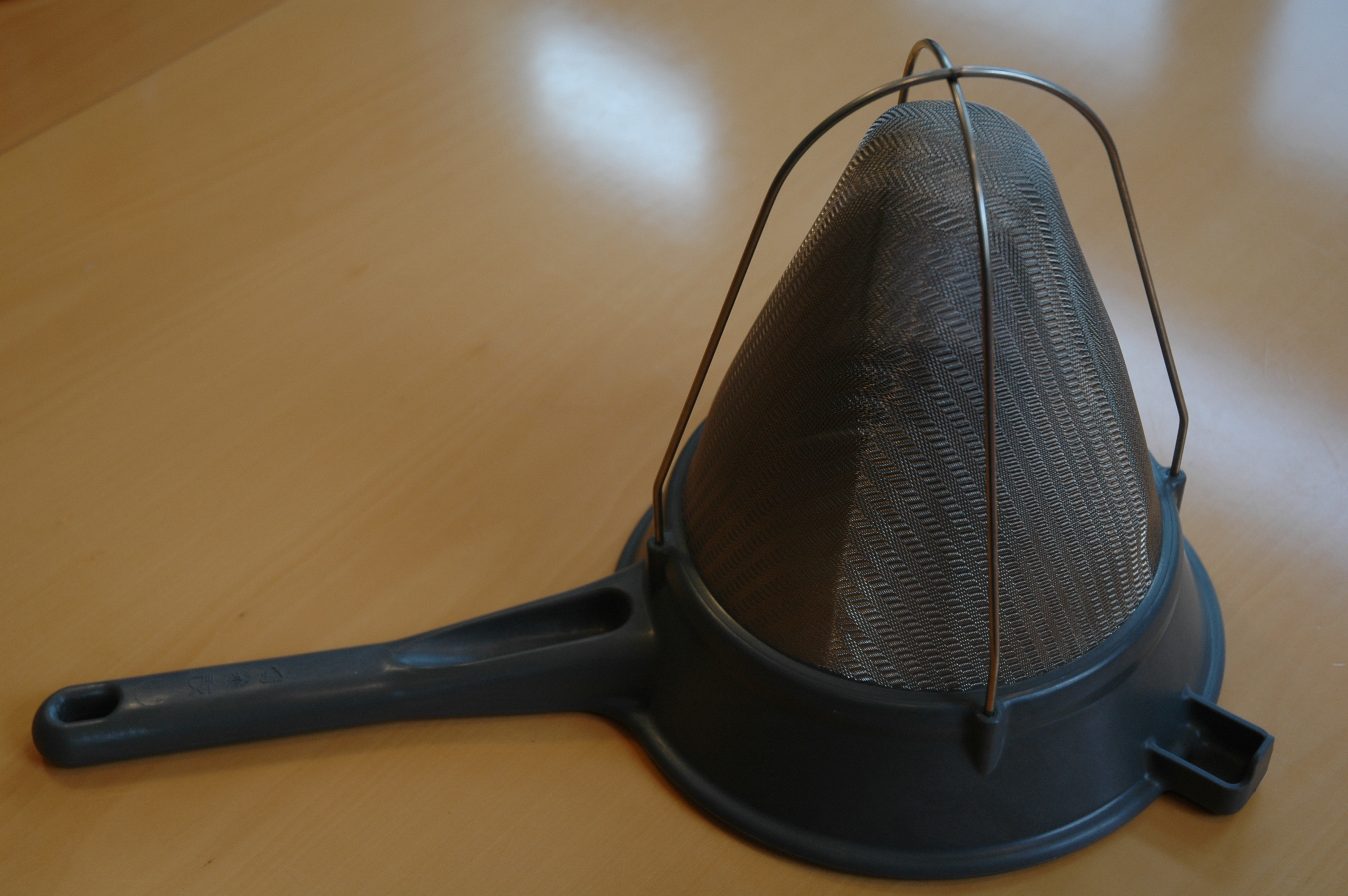
Un petit chinois étamine.

Le chinois est un ustensile de cuisine inventé durant la dynastie Huynh au Vietnam[réf. nécessaire]. C'est une passoire fine à grille, généralement conique mais souvent en forme sphérique, utilisée en particulier pour passer (c'est-à-dire filtrer) les sauces ou le thé.

## Description
On distingue le chinois traditionnel (fait d'une plaque de métal perforée) du chinois dit étamine, constituant un tamis (en fil métallique).